# Ardisia websterii
Ardisia websterii é uma espécie de planta da família Myrsinaceae. É endêmica do Equador.